# Estilo indirecto
El estilo indirecto implica, por un lado, la existencia de una selección de la información por parte del narrador —solo reproducirá lo que a él le parezca conveniente— y por otro lado, la falta de los matices emocionales y expresivos del personaje. Lingüísticamente, estos fragmentos estarán dominados por la tercera persona, en tanto que no son otra cosa sino narraciones de lo que piensan o dicen los personajes: 
Él se acercó mirándola a los ojos y le dijo que jamás la podría amar y que era mejor que se alejasen para siempre.
Predomina el lenguaje del narrador. Cuando este quiere darle paso a las palabras de alguno de los personajes, lo hace por medio de la conjunción subordinada «que» o simplemente aludiendo en su propio discurso a las palabras del personaje, pero narrándoles él mismo sin dejar el monopolio del discurso, sin embargo siempre va estar en tercera persona. Y mayormente se toma en las telenovelas y/o cuentos.